# S’Urbale
Die Nuraghensiedlung S’Urbale liegt wie diejenige von Albini im Tal des Tirso, südlich von Teti in der Region Mandrolisai in der Provinz Nuoro auf Sardinien. Sie besitzt etwa 50 Rundhüttenreste, die zumeist aus Lagen grob behauener Granitblöcke gebaut sind und Resthöhen von 1,0–1,5 m haben. Das Spitzdach wurde aus denselben Materialien wie bei den rezenten Pinnettas sardischer Hirten errichtet.

S’Urbale
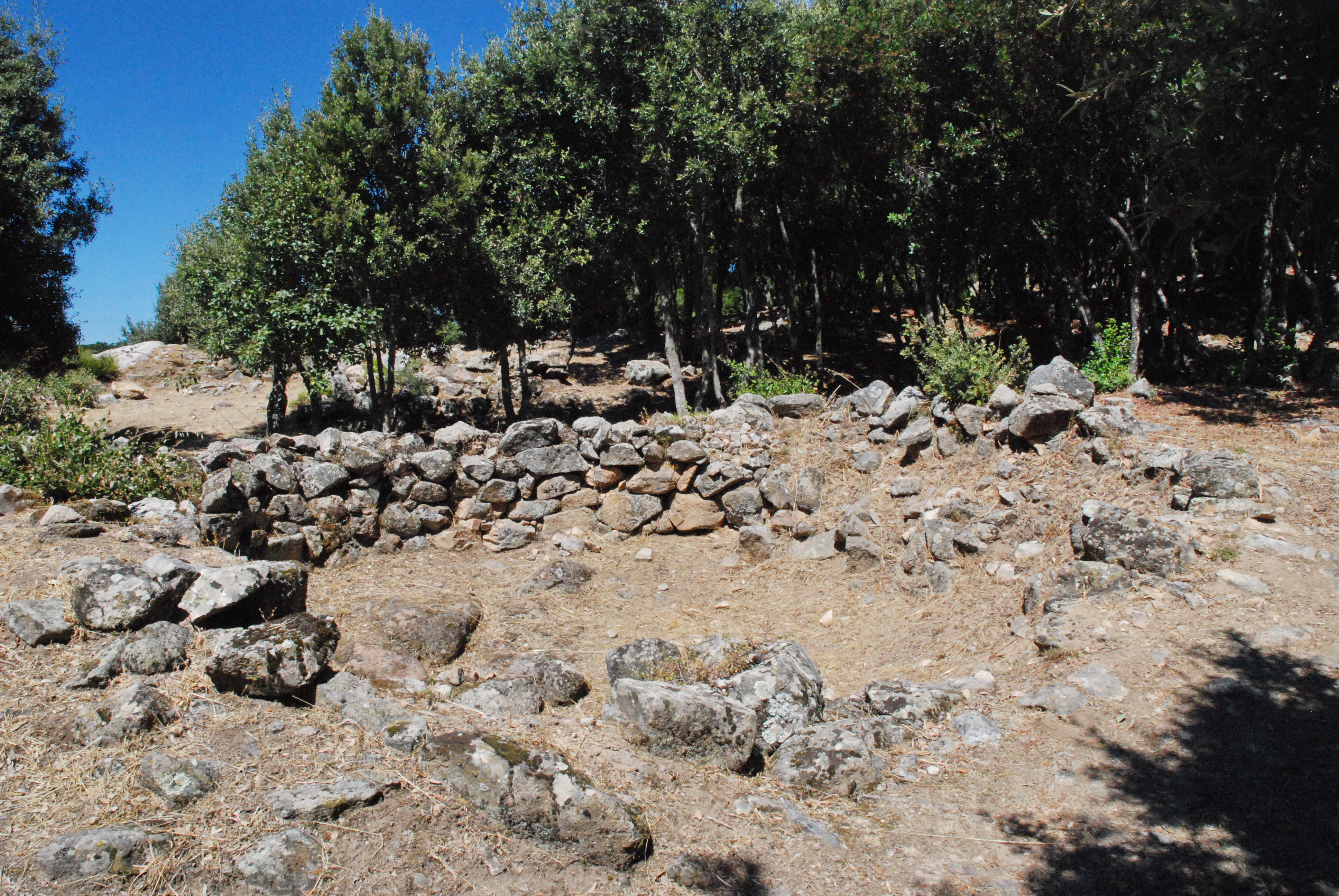
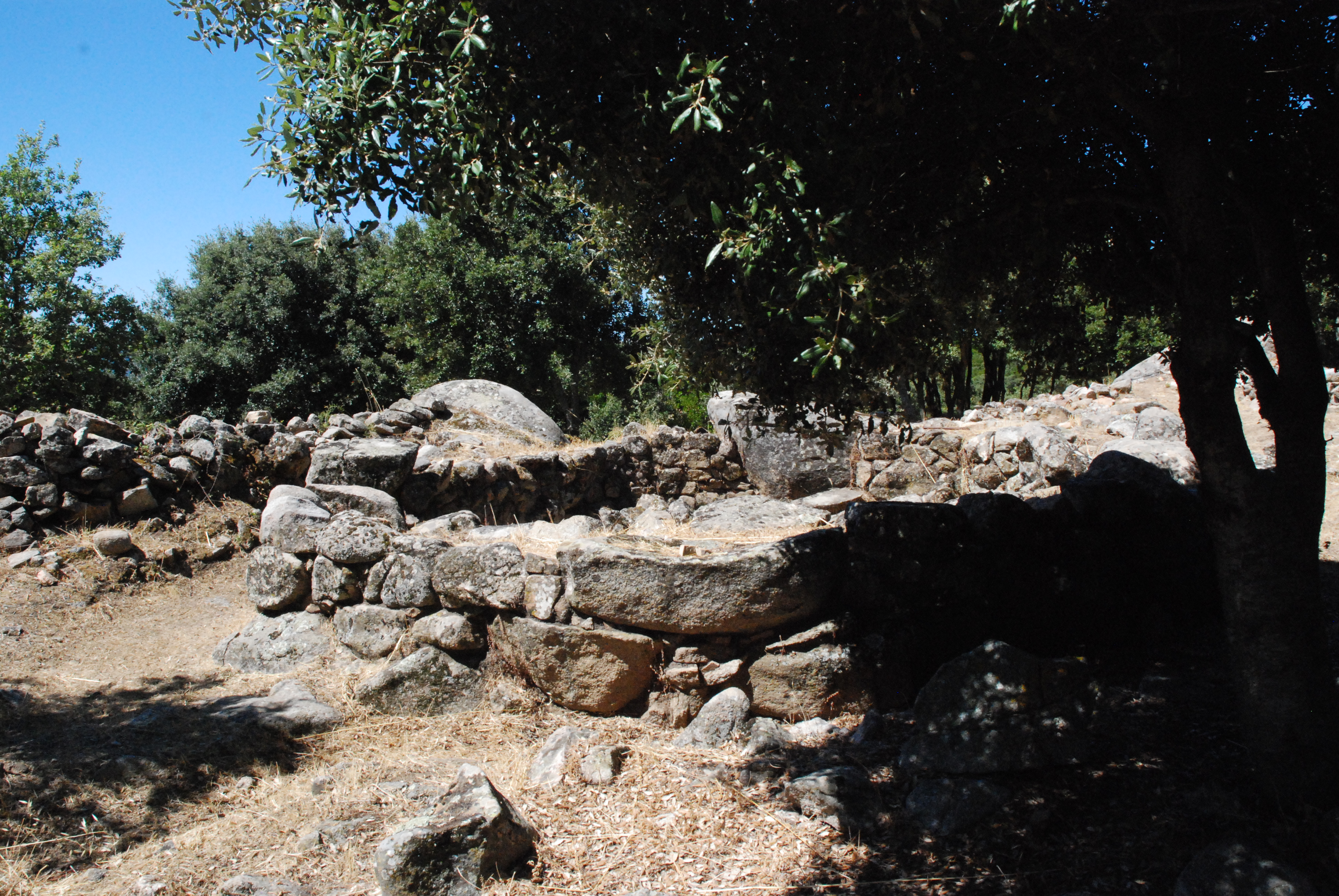
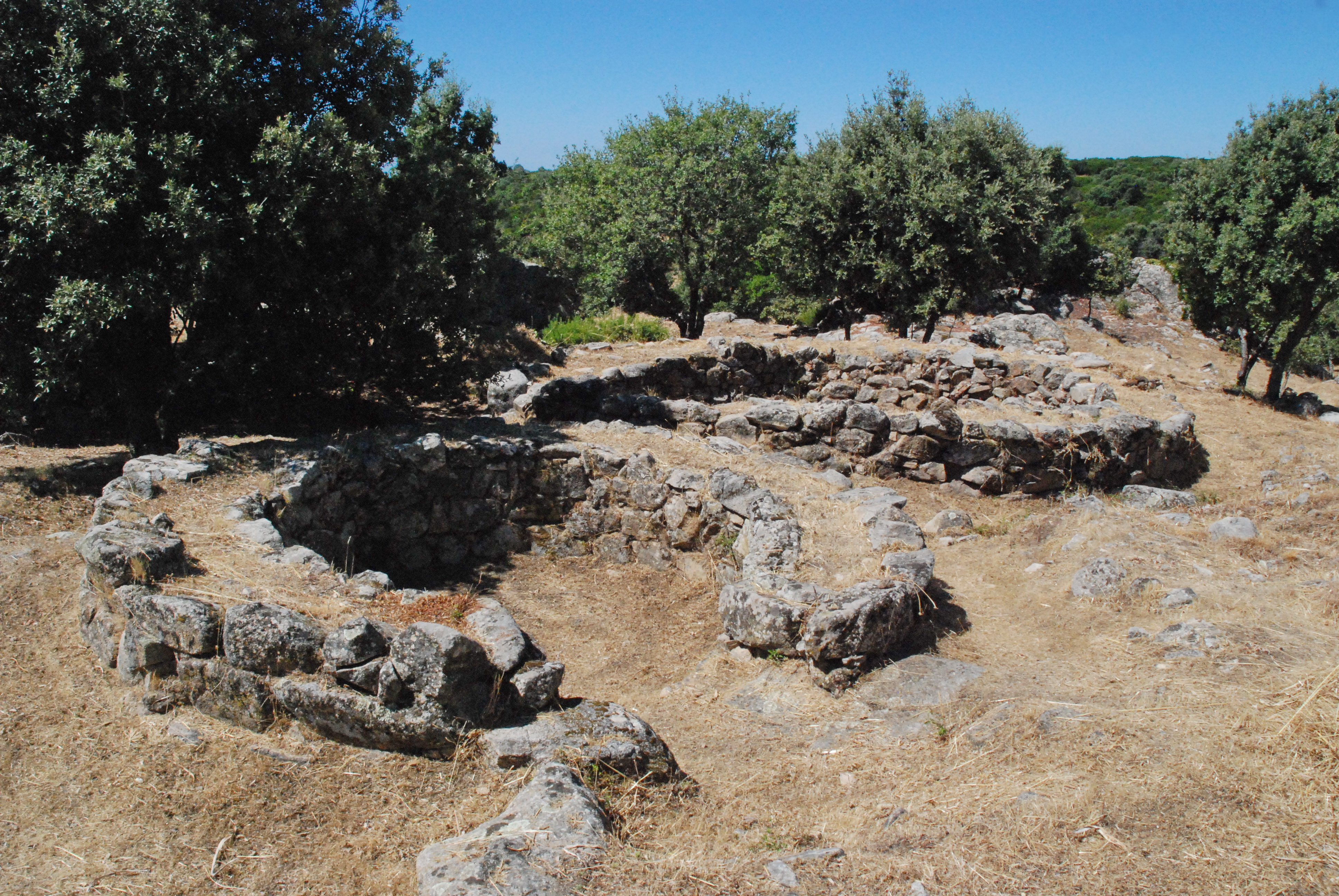
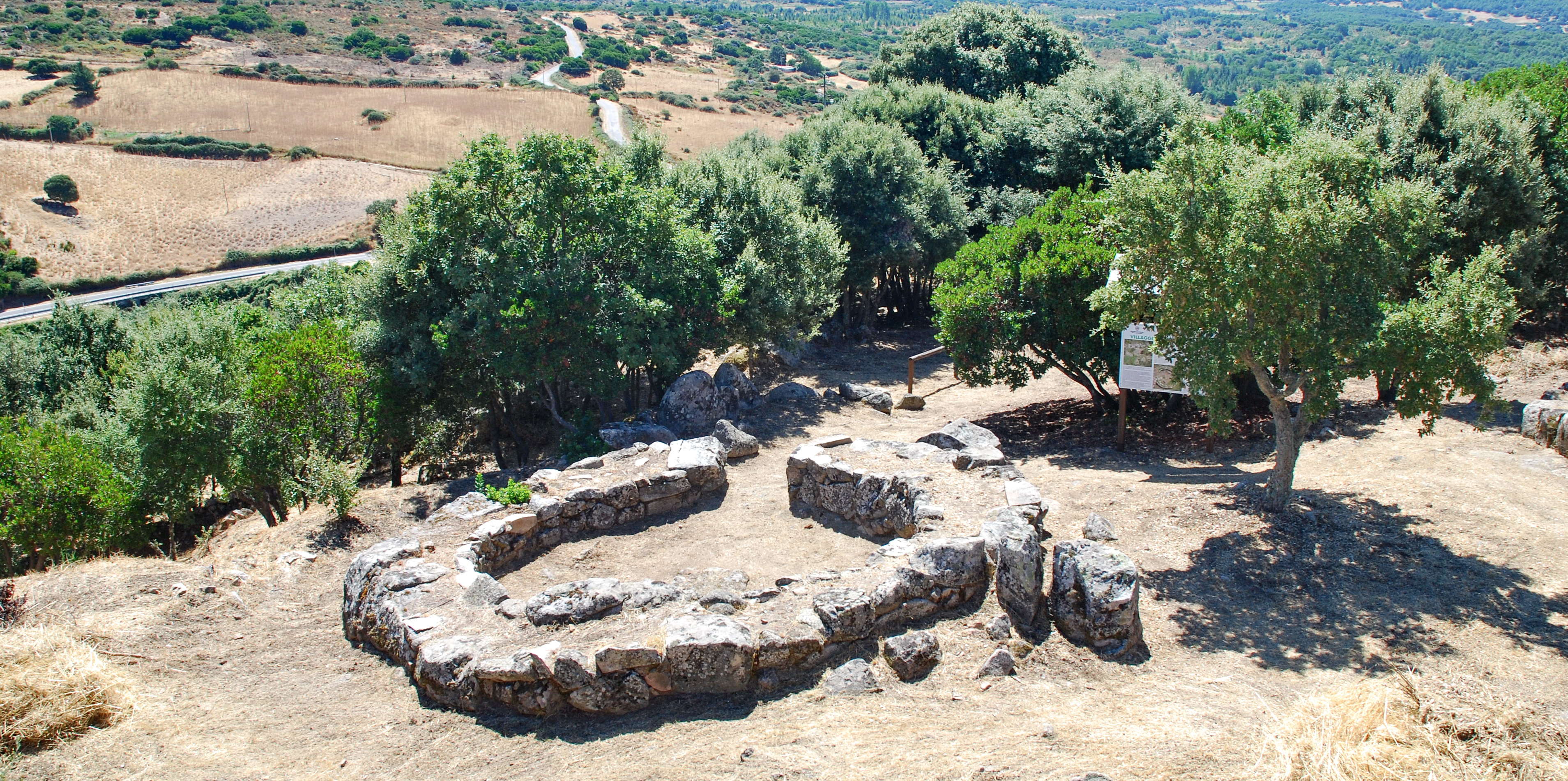
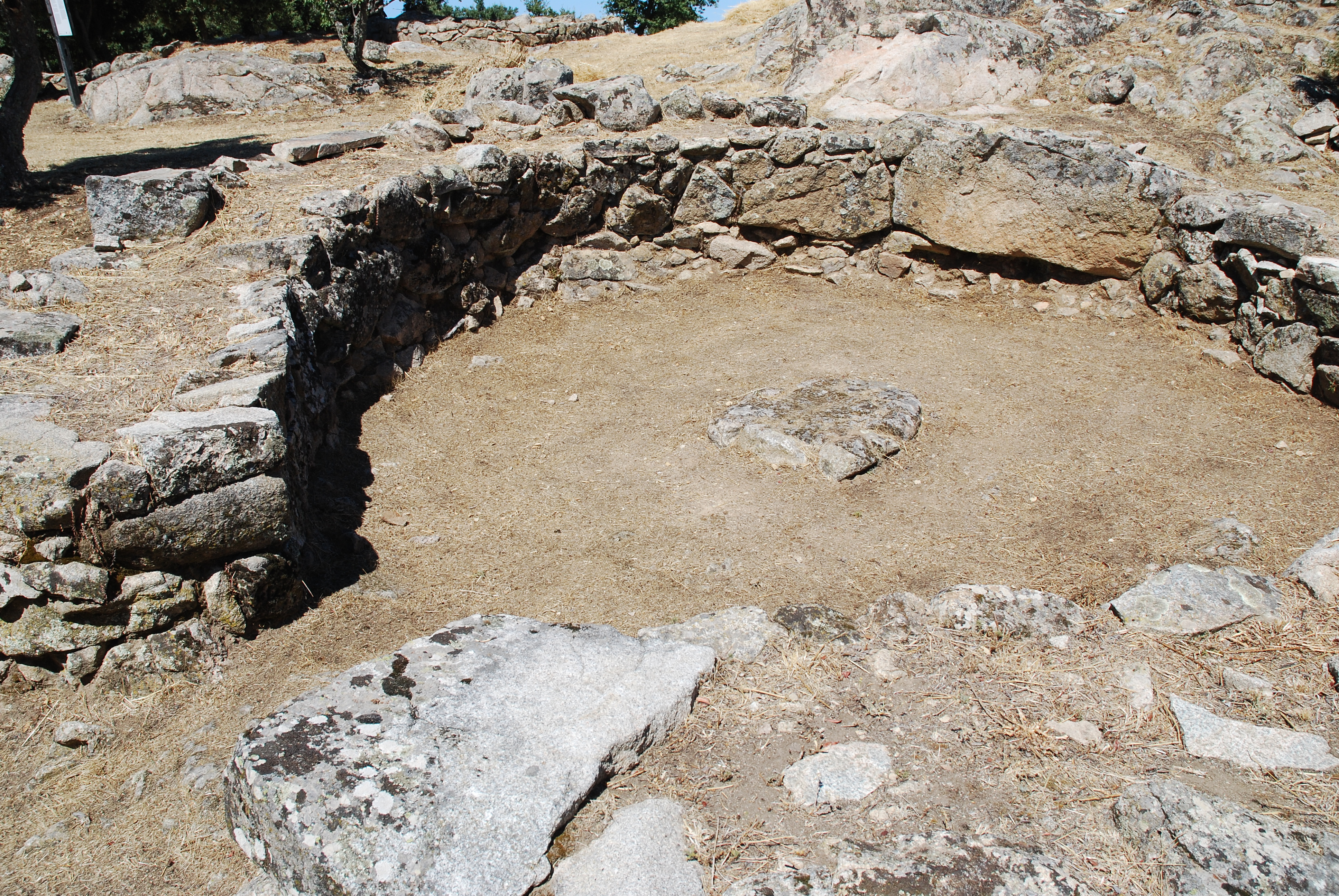
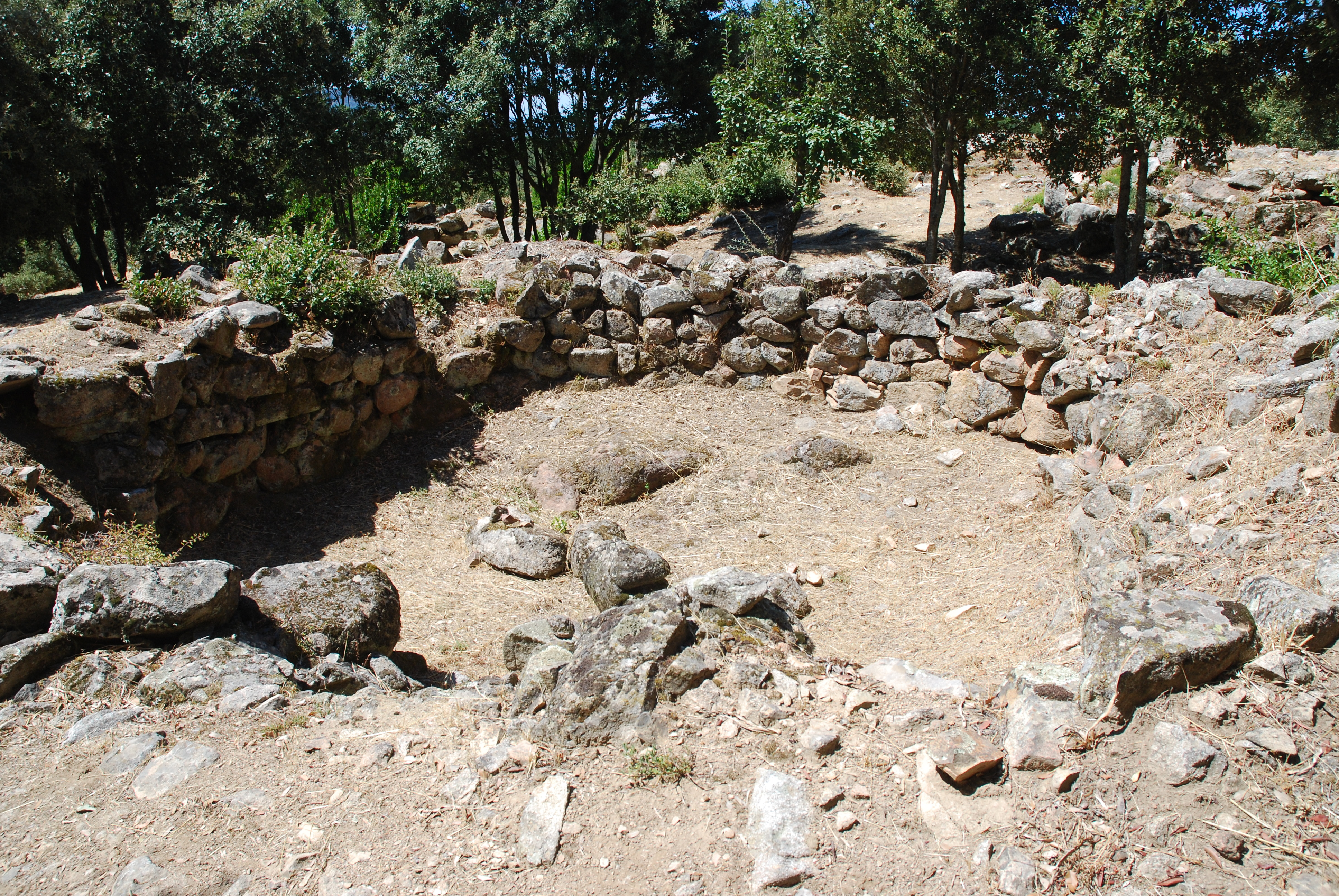
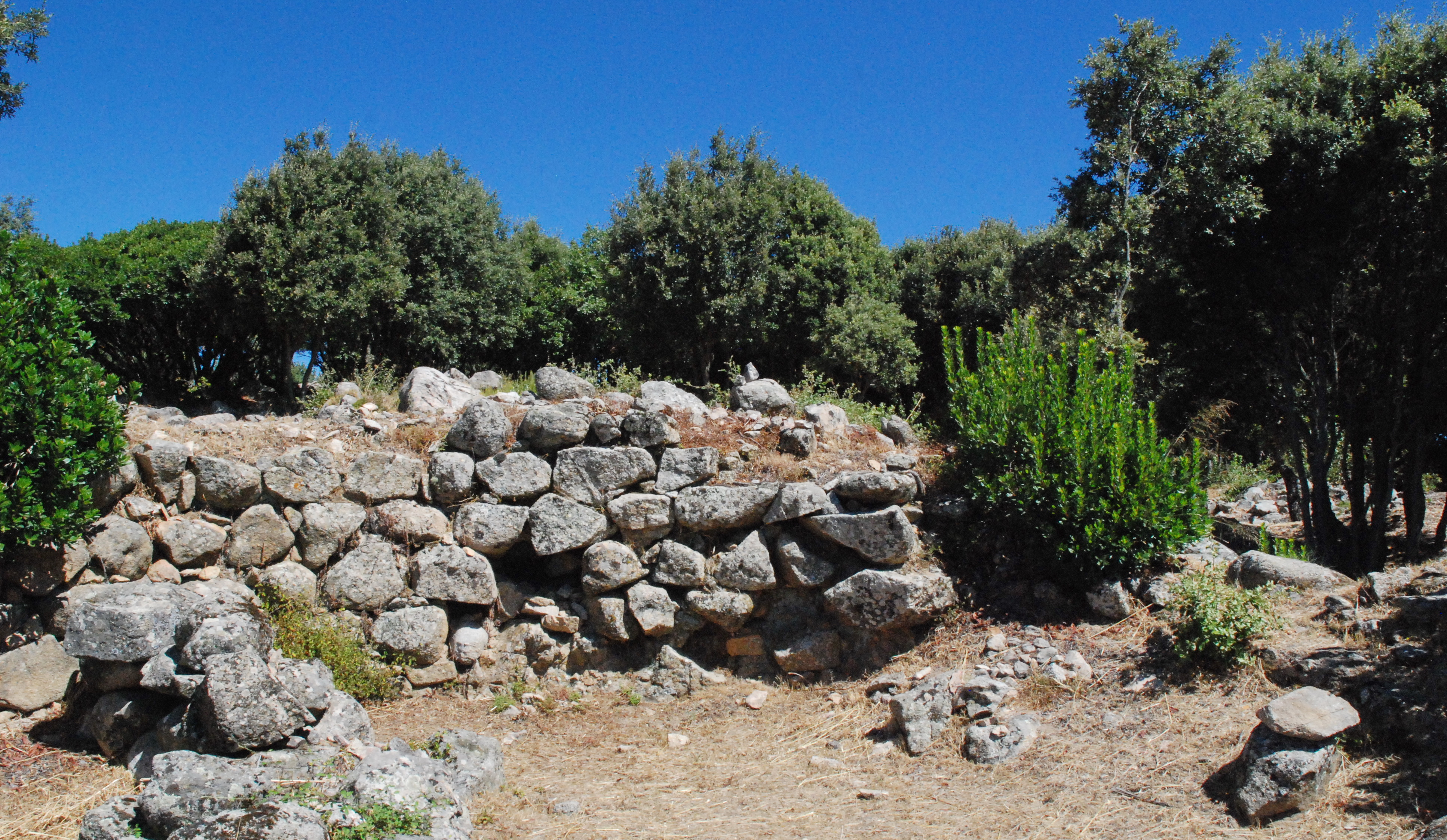
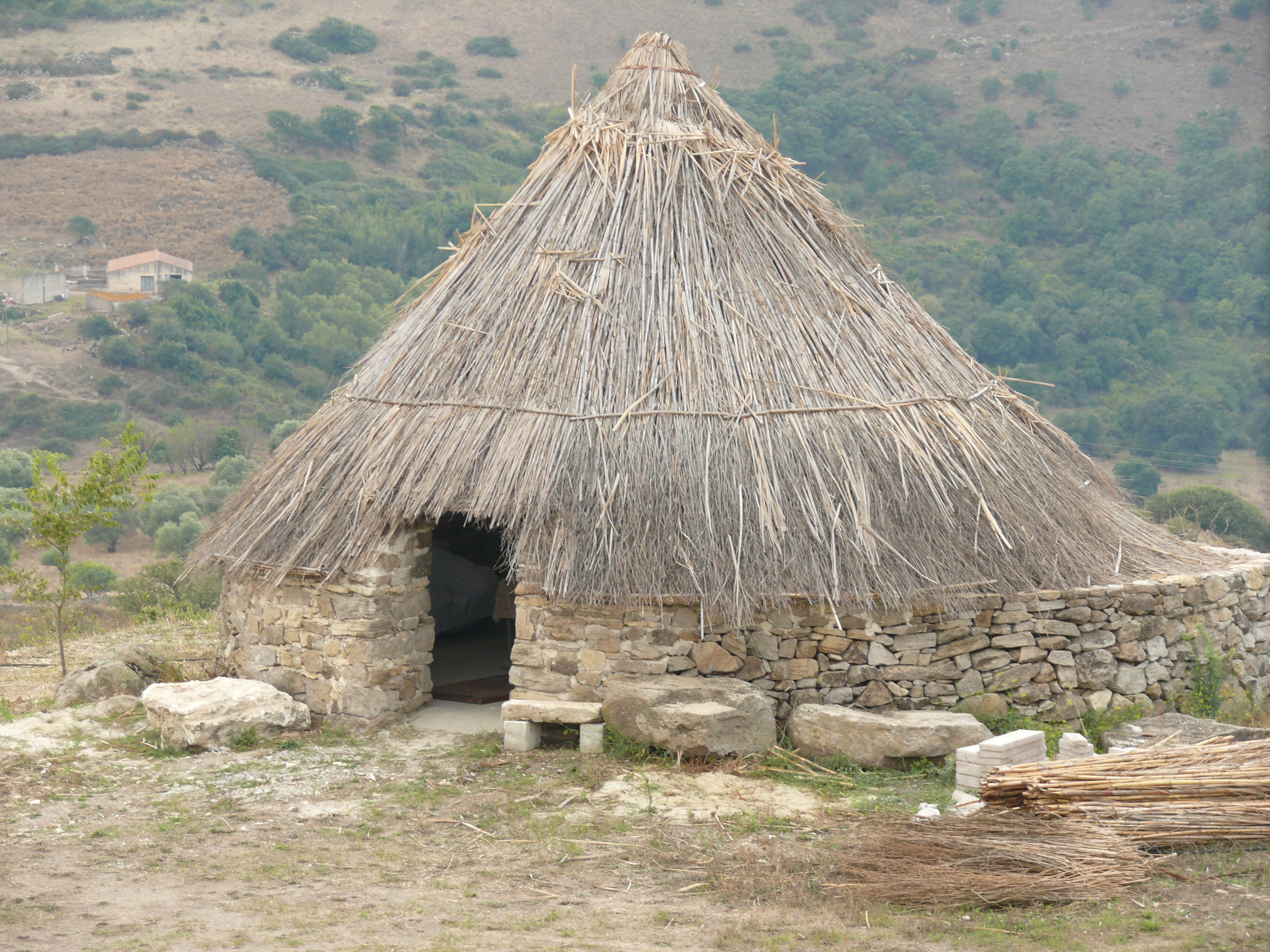
Pinnetta die nuraghischen Rundhütten entspricht

Die Unebenheiten des Bodens an der Spitze des Hügels Cuccuru S’Urbale, die durch landwirtschaftliche Tätigkeiten nicht gestört war, bot die Möglichkeit, eine stratigraphisch intakte Stelle des Dorfes aus dem 9. Jahrhundert v. Chr. durch eine erste Ausgrabung von elf Hütten zu untersuchen. Die Ausgrabung der „Hütte F“, auf dem höchsten Punkt des Hügels, hat bedeutende kulturelle Erkenntnisse erbracht. Ihr äußerer Durchmesser beträgt 7,2 m, die Wanddicke 0,9 m. Die verbliebene Mauerhöhe beträgt 0,8 m. Der nach Süden weisende kurze Zugang weitet sich nach innen, zwei orthostatische Platten verkleiden ihn. An der Nordwand sind Spuren von Lehmputz zu erkennen. Keile aus Kork wurden verwendet, um Risse im Mauerwerk abzudecken. Etwa 100 Objekte wurden in diesem Raum gefunden. In einer kleinen Wandnische wurden unterschiedlich geformte Spinnwirtel, ein Pintadera und Webgewichte aus Ton gefunden. Der quadratische, aus Lehm gebaute Herd in der Mitte des Raumes wurde auf kleinen Steinen errichtet. In der Nähe des Feuers wurden Fragmente verschiedener Töpfe und Schalen entdeckt. 
Wahrscheinlich wurde die Hütte aufgrund eines massiven Feuers, das den Zusammenbruch des Daches verursachte, aufgegeben. In den anderen Hütten im Dorf sind verschiedene kulturelle Relikte von der mittleren Bronze- bis zur frühen Eisenzeit gefunden worden. 
Neben Funden aus Bronze sowie zahlreichen Tongefäßen ist der originalgetreue Wiederaufbau einer der Hütten der Nuraghensiedlung im Museum von Teti zu sehen.
In der Nähe liegt die Nuraghensiedlung Abini.